# (6107) Osterbrock
(6107) Osterbrock est un astéroïde de la ceinture principale de la famille de Hungaria.

## Description
(6107) Osterbrock est un astéroïde de la ceinture principale, de la famille de Hungaria. Il présente une orbite caractérisée par un demi-grand axe de 1,87 UA, une excentricité de 0,08 et une inclinaison de 26,2° par rapport à l'écliptique.

## Compléments